# Feliks Suk
Feliks Suk (Zgornji Petelinjek, Blagovica mellett, 1845. december 30. – Zágráb, 1915. április 8.), szlovén származású horvát katolikus pap, kanonok, teológus, egyetemi tanár, a Zágrábi Egyetem rektora.

## Élete és munkássága
Elemi iskolai tanulmányait Blagovicán végezte, majd Ljubljanába járt középiskolába, ahol 1863-ban érettségizett. A tehetséges fiút főpásztora, Haulik György Innsbruckba küldte, hogy teológiát tanuljon. 1868-ban Innsbruckban szentelték pappá. 1870-ben teológiából doktorált. Különféle szolgálatokat végzett a zágrábi egyházmegyében. Az újonnan megnyílt zágrábi I. Ferenc József Királyi Egyetemen az erkölcsteológia egyetemi tanára lett. Két cikluson át volt a Hittudományi Kar dékánja. 37 évesen az egyetem rektorává választották, egy évvel később rektorhelyettes lett. Gyakran írt cikkeket a „Katolički list” és a „Hrvatsko učitelj” katolikus folyóiratokba, szerzője volt a „Katolikus apologetika” valamint az „Erkölcstan” középiskolai tankönyveknek. Rektori ideje alatt költözött az egyetem a Katarina térről a mai épületbe, az akkor a város szélének számító Sajmištére. Az eredetileg kórház számára 1859-ben épült épületet 1882-ben az egyetemi oktatás igényeinek megfelelően alakították át. Felavatására 1882. november 5-én került sor.
Amikor székesegyházi kanonok lett, felhagyott az egyetemi előadásokkal, és csak az egyházi szolgálatnak szentelte magát: a papi szeminárium igazgatója, az egyházi bíróság elnöke és érseki helynök volt. 1895-ben glogovaci és túrmezei főesperessé nevezték ki. 1890 ás 1902 között a Szent Jeromos Társaság vezetője, és első elnöke volt. A horvát Mezőgazdasági Bank elnöke, a Szent Balázs-templom építői bizottságának tagja volt. Az ő nevéhez fűződik a Zágrábi katedrális orgonájának megnagyobbítása. 1915. április 8-án hunyt el Zágrábban.